# Telciu

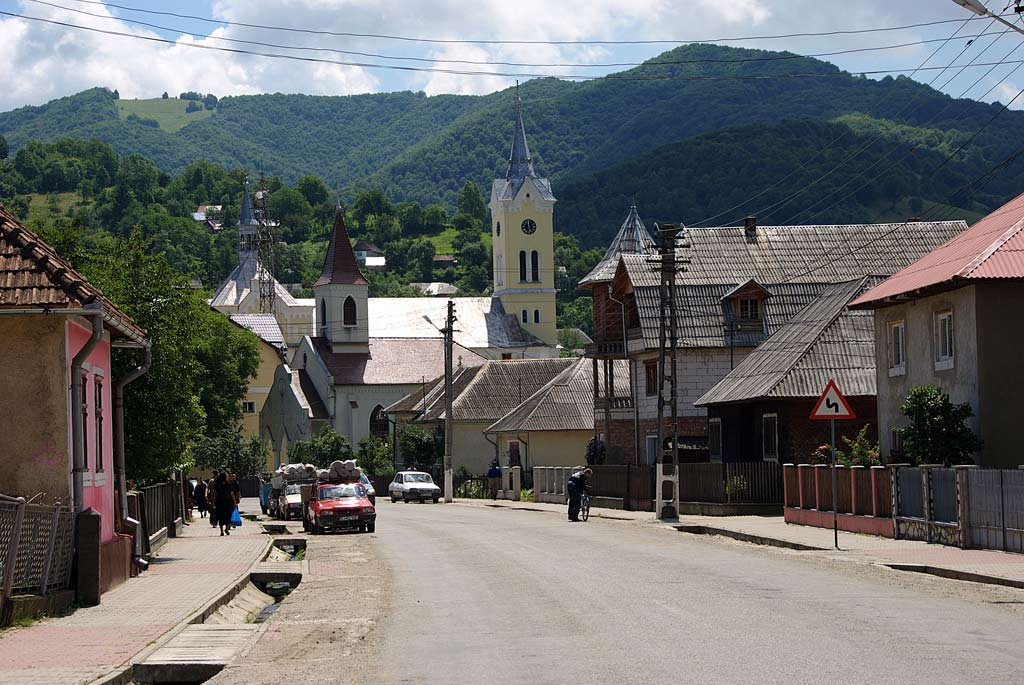
Nationale weg 17C in Telciu

Telciu is een Roemeense gemeente in het District Bistrița-Năsăud in Transsylvanië. Het telde 6.297 inwoners in 2007.
In 1245 wordt de plaats vermeld als "Vallis Rodnensis". Het was gedeeltelijk autonoom en had bijzondere rechten. De latere naam "Chsech" is vermoedelijk van Slavische origine en betekent "Kalf". In 1475 werd het gebied door koning Matthias Corvinus toegewezen aan het "Districtus Saxonicus" (Zevenburger Saksen). De streek hoorde toe aan de stad Bistitz.